# Metaniidae
Metaniidae é uma família de esponjas de água doce da ordem Haplosclerida.

## Gêneros
- Acalle Gray, 1867
- Corvomeyenia Weltner, 1913
- Drulia Gray, 1867
- Houssayella Bonetto e Ezcurra de Drago, 1966
- Metania Gray, 1867